# Hiệp ước Quốc gia
Hiệp ước Quốc gia (tiếng Ả Rập: الميثاق الوطني, al Mithaq al Watani) là một thỏa thuận bất thành văn đặt nền móng một nhà nước đa tôn giáo cho Liban, sau khi độc lập cho đến nay. Bản hiệp ước này được hình thành vào mùa hè 1943, sau các cuộc đàm phán giữa lãnh đạo các giáo phái tôn giáo Shi'a, Sunni và Maronite, hình thành một nước Liban độc lập.

## Các điểm chính
Các điểm chính của thỏa thuận quy ước rằng:
- Các Kitô hữu không được tìm kiếm sự can thiệp của nước ngoài, và chấp nhận bộ mặt Ả Rập cho Liban, thay vì là một quốc gia phương Tây.
- Người Hồi giáo phải từ bỏ tham vọng liên bang với Syria.
- Tổng thống Liban và Tổng tư lệnh Quân đội phải là một tín đồ Công giáo Maronite.
- Thủ tướng Liban buộc là một tín đồ Hồi giáo Sunni.
- Chủ tịch Nghị viện buộc phải là tín đồ Hồi giáo Shi'a.
- Phó Chủ tịch Nghị viện và Phó Thủ tướng là một tín đồ Chính thống giáo phương Đông.
- Tham mưu trưởng của Các Lực lượng Vũ trang quốc gia luôn là người Druze.
- Tỷ lệ giữa các nghị sĩ Kitô giáo và Hồi giáo trong nghị viện là 6:5.[1]

## Bối cảnh và lịch sử
| Tỷ lệ người Hồi giáo tại Liban | Tỷ lệ người Hồi giáo tại Liban | Tỷ lệ người Hồi giáo tại Liban | Tỷ lệ người Hồi giáo tại Liban | Tỷ lệ người Hồi giáo tại Liban |
| ------------------------------ | ------------------------------ | ------------------------------ | ------------------------------ | ------------------------------ |
| Năm                            | Năm                            |                                | Phần trăm                      | Phần trăm                      |
| 1932                           | 1932                           |                                | 49%                            | 49%                            |
| 1985                           | 1985                           |                                | 75%                            | 75%                            |
| 2010                           | 2010                           |                                | 59%                            | 59%                            |
| 2012                           | 2012                           |                                | 59.5%                          | 59.5%                          |

| Tỷ lệ Kitô hữu tại Liban | Tỷ lệ Kitô hữu tại Liban | Tỷ lệ Kitô hữu tại Liban | Tỷ lệ Kitô hữu tại Liban | Tỷ lệ Kitô hữu tại Liban |
| ------------------------ | ------------------------ | ------------------------ | ------------------------ | ------------------------ |
| Năm                      | Năm                      |                          | Phần trăm                | Phần trăm                |
| 1932                     | 1932                     |                          | 51%                      | 51%                      |
| 1985                     | 1985                     |                          | 25%                      | 25%                      |
| 2010                     | 2010                     |                          | 41%                      | 41%                      |
| 2012                     | 2012                     |                          | 40.5%                    | 40.5%                    |

Việc người Cơ Đốc tại Liban từng chiếm tới 51% dân số trong điều tra dân số năm 1936 được xem là cơ sở cho cơ cấu chính phủ cho phép họ kiểm soát chức vụ tổng thống, chỉ huy quân đội và chiếm đa số nghị viện. Tuy nhiên, về sau, dân số Hồi giáo nói chung nghèo hơn đã tăng nhanh hơn số Kitô hữu giàu có hơn. Ngoài ra, các Kitô hữu di cư ra nước ngoài với số lượng lớn, và những người Hồi giáo cho rằng các Kitô hữu nắm giữ lượng quyền lực không cân xứng. Sau nhiều năm trôi qua mà không có một cuộc điều tra dân số mới, sự không hài lòng với cấu trúc chính phủ và xung đột giáo phái tăng lên, cuối cùng đã châm ngòi cho cuộc nội chiến Liban. Hiệp định Taif năm 1989 đã thay đổi tỷ lệ ghế trong nghị viện xuống còn 1:1 cho hai tôn giáo và giảm bớt quyền lực của tổng thống.